# Norridgewock (Maine)
Norridgewock è un comune degli Stati Uniti d'America, situato nello Stato del Maine, nella contea di Somerset.